# Robert Service
Robert Service, född 29 oktober 1947, är en brittisk historiker. Han är professor emeritus i Rysslands historia vid Oxford University.